# 中国放送沖美ラジオ送信所

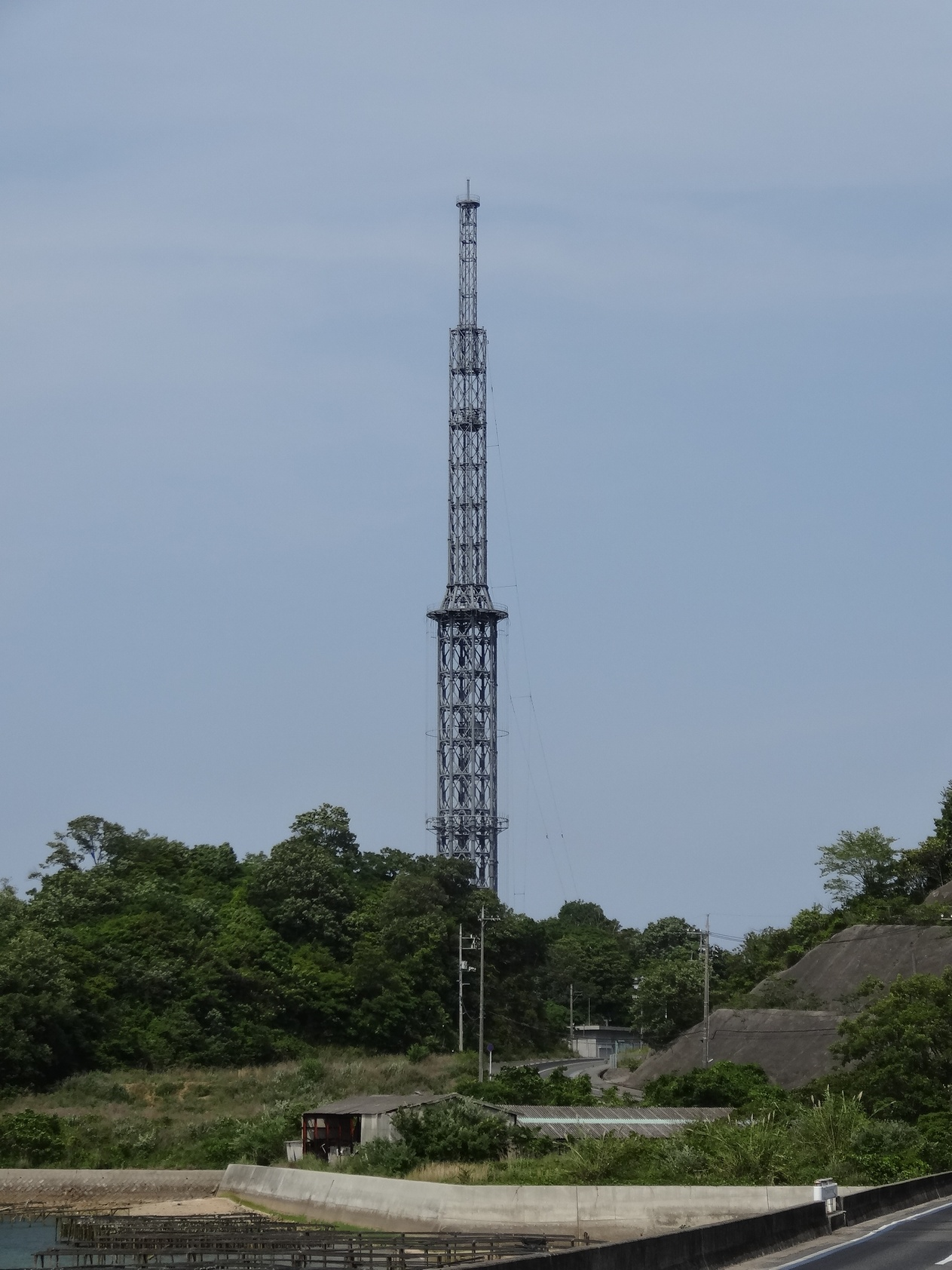
概観（西側から撮影）

中国放送沖美ラジオ送信所（ちゅうごくほうそうおきみラジオそうしんじょ）は、広島県江田島市沖美町に設置している中国放送（RCCラジオ）の中波放送送信所である。「RCC広島ラジオ送信所」とも呼ばれる。
当送信所は、廿日市市住吉2丁目8番1号にあった送信所の老朽化にともない、RCC開局50周年となる2002年10月1日に現在地である佐伯郡（現在の江田島市）沖美町美能字亀原715番地に3代目送信所として移転・開局したものである。

## 送信所概要
| 放送局名    | コールサイン | 周波数  | 空中線電力 | 放送対象地域 | 放送区域内世帯数 | 備考                                            |
| RCC中国放送 | JOER         | 1350kHz | D20kW      | 広島県       | 1,313,440世帯    | 1992年10月1日～2011年3月14日 AMステレオ放送実施 |

高さは110mあり、送信所敷地が狭く歪な土地であったため、AMラジオ送信所では珍しい自立式基部設置型アンテナを採用した。
2002年当時は朝鮮半島に同一周波数を使用する放送局があったため、混信回避を目的として韓国方向へは電波が出ないような指向性が付けられている。そのため、倉橋町（呉市）や松山市では移転前よりも電波が弱まることとなった。

## 伝送方法
- 3.4GHz無線デジタル回線及びNTT有線回線

STLは本社南館鉄塔から絵下山のデジタルテレビ親局（2002年から2011年のアナログテレビ放送終了以前は広島ホームテレビのアナログ親局）を経由して伝送している。2002年当初から絵下山経由であったのは、回線の安定性を確保するとともに、2006年の開始が迫っていたデジタルテレビ放送用のSTL回線を確保する側面もあった。なお3.4GHzの周波数帯は将来的に第4世代携帯電話用に割り当てられる予定であり、2022年11月末までには6.5GHz帯へ移行しなければならない。

## 歴史
ここでは観音送信所（初代）、廿日市ラジオ送信所（2代目）についても記載する。

### 観音送信所
- 1952年4月10日 - 送信所敷地として広島市南観音町2874-19[5]の県有埋立地（後の広島空港、広島西飛行場を経て、現在の広島ヘリポートの北の位置）を仮契約する。面積は9,900平方メートル[6]。
- 1952年9月17日 - 19時30分から試験電波を発射[7]。
- 1952年9月26日 - 郵政省（現在の総務省）から本免許が交付され、18時30分からサービス放送を開始する[7]。
- 1952年10月1日 - 周波数1260kHz・出力1kWで開局。
- 1953年8月1日 - 1240kHzに周波数変更。
- 1956年10月1日 - 出力を3kWに増力[8]。
- 1959年10月1日 - 出力を10kWに増力[8]。
- 1960年4月5日 - 周波数を1370kHzに変更。
- 廿日市への移転後
  - 観音送信所敷地のうち6,600平方メートルは広島空港に提供、残土地は1970年から2005年11月末まで住宅展示場（1970年当初の名称は「RCCモダン住宅展」、2002年時点は「プルミエ」）として活用された[9][10]。
- （補足）1961年9月
  - 京都放送（KBS滋賀）彦根局のアンテナが第2室戸台風により倒壊。その代替に、用済みになるはずだった本局のアンテナが転用された[8]。

### 廿日市ラジオ送信所
- 1961年4月 - 2代目送信所敷地として廿日市町字住吉新開[5]（現在の廿日市市）に約23,000平方メートルの敷地を取得する[8]。
  - 観音送信所の近隣に広島空港（広島西飛行場を経て現在の広島ヘリポート）が開港することとなり、67mアンテナが航空機の発着に支障をきたすとして移転を余儀なくされたことによる[8]。
- 1961年8月30日 - 送信所を廿日市町字住吉に移転[11]。送信アンテナは高さ110m、送信所は2階建て、総工費は約6,500万円[8]。
- 1961年12月18日 - 廿日市ラジオ送信所を無人化[11]。
- 1962年10月1日 - 周波数を現在の1350kHzに変更。
- 1971年12月15日 - 出力を現在の20kWに増力。
- 1982年9月26日 - プリエンファシスを導入[12]。なお同年12月に広島エフエム放送が開局している。
- 1992年10月1日 - AMステレオ放送を開始。
- 1997年 - 廿日市ラジオ送信所の塔体点検時に老朽化を確認、5年程度の寿命と判断される。同一敷地内での建替は困難と判断され、送信所移転が決定される[13]。
- 2003年4月14日 - 廿日市ラジオ送信所を閉所、同月17日から鉄塔の撤去作業が進められ、同月30日に完了した。送信所跡地は廿日市自動車学校に貸与されている[1]。

### RCC沖美ラジオ送信所
- 2002年10月1日 - 送信所を廿日市市から現在地に移転。
- 2011年3月14日 - AMステレオ放送を終了[14]。

## 備考
1992年10月1日からAMステレオ放送を実施していたが、2011年3月14日未明の放送終了をもってAMステレオ放送を終了し、モノラル放送に切り替えた。なお、以前は当局に加え、山陽自動車道沿線にある福山・三原・府中の各中継局でもAMステレオ放送を実施していたが、経営合理化により中継局のAMステレオ放送は一足先に終了している。中国自動車道沿線の中継局では開局当初から今日までAMステレオ放送は一度も実施していない。